# オトガイ動脈
オトガイ動脈（オトガイどうみゃく）は、頭頸部の動脈の一つ。下歯槽動脈の枝。オトガイ神経とともにオトガイ孔より下顎骨外に出る。下唇、オトガイに栄養を供給し、オトガイ下動脈および下唇動脈と吻合する。